# Tone Tiselj
Anton Tiselj (1961. szeptember 21. –) szlovén kézilabdaedző, korábban kézilabda játékos volt.

## Pályafutása
Tiselj még az iskolában kezdett kézilabdával foglalkozni. Az edzősködést 1987-ben kezdte, majd 1999-ben edzői diplomát, 2005-ben pedig az Európai Kézilabda-szövetség mesteredzői oklevelét vehette át.
Tiselj korábban dolgozott mind férfi és mind női csapatokkal is, vezetőedzője volt a következő kézilabda csapatoknak: Szlovén férfi kézilabda-válogatott, Szlovén női kézilabda-válogatott, Montenegrói női kézilabda-válogatott, Celje Pivovarna Laško, RK Gorenje Velenje, KIF Vejen, Budućnost, Krim Ljubljana és HCM Baia Mare (Nagybánya). Ő az egyik legjobb európai kézilabdaedző és minden idők legeredményesebb szlovén edzője.
2016 nyarán Debreceni VSC női csapatának vezetőedzője lett. Két szezonon keresztül irányította a hajdúsági csapatot, majd 2018 januárjában közös megegyezéssel bontották fel szerződését.

### Klubjai játékosként
- Aero Celje

### Klubjai edzőként
- Krim Ljubljana – nők
- KIF Vejen – férfiak
- ŽRK Budućnost Podgorica – nők
- Celje PL – férfiak
- Gorenje Velenje – férfiak
- HCM Baia Mare – nők

### Klubjai szövetségi kapitányként
- Szlovén férfi kézilabda-válogatott
- Szlovén női kézilabda-válogatott
- Montenegrói női kézilabda-válogatott

## Sikerei edzőként
- Kétszeres női BL-győztes (2001, 2003)
- Egyszeres női Szuperkupa-győztes (2003)
- Kétszeres női BL 2. (2004, 2006)
- Kilencszeres női szlovén bajnok (2001, 2002, 2003, 2004, 2005, 2006, 2012, 2013, 2014)
- Egyszeres férfi szlovén bajnok (2010)
- Kilencszeres női szlovén kupagyőztes (2001, 2002, 2003, 2004, 2005, 2006, 2012, 2013, 2014)
- Egyszeres férfi szlovén bajnok (2010)
- Egyszeres férfi szlovén kupagyőztes (2010)
- Egyszeres női montenegrói bajnok (2008)
- Egyszeres női montenegrói kupagyőztes (2008)

## Eredményei edzőként

### Klubcsapatok

#### Krim Ljubljana
- EHF-bajnokok ligája – nők:
  -  Arany: 2001, 2003
  -  Ezüst: 2004, 2006
- EHF Szuperkupa – nők:
  -  Arany: 2003

### Nemzeti válogatott

#### Szlovén férfi kézilabda-válogatott
- Férfi kézilabda-Európa-bajnokság – férfiak: 
  -  Ezüst: 2004
- Olimpiai játékok – férfiak: 
  - 11.: 2004

## Magánélet
Nős, felesége Damjana, két gyermekük van.